# Clara van Gool
Clara van Gool, nascuda el 1962 a Amsterdam, és una directora de cinema i guionista neerlandesa. Estava casada amb el director Jos de Putter

## Filmografia

### Directora
- 1988 : Reservation
- 1995 : Bitings and Other Effects
- 1996 : Enter Achilles
- 1998 : Nussin
- 2011 : Coup de Grâce. Diploma al curtmetratge del Premi Noves Visions al XLIV Festival Internacional de Cinema Fantàstic de Catalunya[2]
- 2011 : One False Move
- 2015 : Voices Of Finance

### Guionista
- 2012 : Nol King Ruter de Noud Heerkens